# Hermiston
Hermiston – miasto w Stanach Zjednoczonych, w stanie Oregon, w hrabstwie Umatilla.